# Inge Obermayer
Inge Obermayer (geboren 10. November 1928 in Berlin; gestorben 24. Januar 2018 in Erlangen) war eine deutsche Schriftstellerin und Journalistin.

## Leben
Inge Obermayer lebte bis 1943 in Berlin. Infolge der Bombenangriffe und deren Zerstörungen in der Stadt zog sie mit ihrer Familie nach Bad Kissingen in Bayern. Hier machte sie ihr Abitur und begann ein journalistisches Volontariat bei einem US-Pressedienst. 1950 zog sie nach München, wo sie als „secretary interpreter“ in der Geschäftsführung der internationalen Flüchtlingsorganisation IRO (International Refugee Organisation) arbeitete. Im selben Jahr heiratete sie Klaus Obermayer und bekam zwei Kinder.
1961 zog sie mit ihrer Familie nach Erlangen, wo sie bis zu ihrem Tod lebte. Dort war sie als Autorin und Journalistin tätig.
Inge Obermayer leistete ein langjähriges Engagement in der literarischen Landschaft in der Region.
Von 1985 bis 1999 war sie stellvertretende Vorsitzende der Regionalgruppe Erlangen des Verbands deutscher Schriftstellerinnen und Schriftsteller (VS) und Vorsitzende der Neuen Gesellschaft für Literatur Erlangen (NGL). Von 1999 bis zu ihrem Tod war sie Ehrenvorsitzende der NGL Erlangen.
In ihrem Haus in Spardorf organisierte sie Lesungen sowohl für Erlanger Autoren als auch für Autoren aus den östlichen Partnerstädten von Erlangen. Dadurch erregte sie insbesondere in den 70er und 80er Jahren des 20. Jahrhunderts viel Aufmerksamkeit und Interesse. Ein Beispiel dafür ist der Artikel „Der Drache darf nicht siegen“, erschienen am 25. Oktober 1986 in der Nürnberger Zeitung, worin Obermayer über die Erlanger Kultur- und Sporttage in Wladimir, Russland berichtet. Dieser Artikel wurde als Beitrag zur Versöhnung und Verständigung zwischen Deutschland und Russland betrachtet.
2008 erhielt sie für „die besonderen Verdienste um die Literaturvermittlung und ihr umfangreiches schriftstellerisches Wirken“ den mit 10.000 Euro dotierten Kulturpreis der Stadt Erlangen. Der Preis wurde ihr vom Bürgermeister Siegfried Balleis verliehen, die Laudatio hielt der Schriftsteller und frühere Kulturreferent der Stadt Erlangen, Wolf Peter Schnetz.

## Werke

### Lyrik
- Wortschatten. Gedichte, Bläschke Verlag, Darmstadt und Berlin
- Der Stein in meiner Hand, Spätlese Verlag Nürnberg, 1994

### Prosa
- Auguste Siebzehnrübels Nachmittagsmondspaziergang, Auer Verlag in der AAP Lehrerwelt GmbH, 1984
- Georgie, Ueberreuter Verlag 1989 / in Französisch übersetzt unter dem Titel Georgie pot de colle, Nathan Verlag, Paris, 1990
- Der verschenkte Traum, Wien: Ueberreuter Verlag, 1990
- Gwendolyn, Gebundene Ausgabe, Georg Bitter Verlag, 1996
- Schriftstellerinnen. Frauen in der einen Welt 1/2002. Zeitschrift für interkulturelle Frauenalltagsforschung. Taschenbuch, 2002
- Frau Kohn und Papa Leimann: Eine Kindheit 1933–1945 (Deutsch) Taschenbuch, Spätleseverlag Nürnberg, 2009

#### Werken in Anthologien
- Ein Haus aus Sternen bauen, Sonderedition der Neuen Gesellschaft für Literatur Erlangen anlässlich des 80. Geburtstags von Inge Obermayer, Spätlese  Verlag, 2008

### Artikel
- Der Drache darf nicht siegen, erschienen am 25. Oktober 1986 in der Nürnberger Zeitung

## Presse
- Inge Obermayer erhält Kulturpreis, Nürnberger Nachrichten, am 24. Oktober 2008
- Kind im Krieg: Inge Obermayer – Nürnberger Nachrichten, am 7. Mai 2009

### Podcast
- Obermayers Podcast
- Obermayers Podcast